# Sergio Campana
Sergio Campana (Bassano del Grappa, 1º agosto 1934 – Bassano del Grappa, 19 luglio 2025) è stato un calciatore e avvocato italiano.
Ha giocato nel ruolo di centravanti. Era iscritto all'Ordine degli Avvocati dall'8 agosto 1967 e apparteneva al foro di Bassano del Grappa. Dal 1968 al 2011 è stato presidente dell'Associazione Italiana Calciatori.

## Carriera
Iniziò la carriera al L.R. Vicenza in Serie B esordendo nel campionato 1953-54 mettendosi subito in luce. Conquistò, sempre in maglia biancorossa, il prestigioso Torneo di Viareggio per due anni consecutivi.
Conquistata la promozione in Serie A, esordì nella massima serie il 18 settembre 1955 contro la Roma, diventando ben presto punto di forza della squadra berica che grazie ai suoi 13 gol nel 1957-58 conquistò il settimo posto, ripetuto poi anche l'anno successivo.

Campana (accosciato, secondo da destra) nel Bologna del 1960-1961

Campana passò al Bologna nel 1959, dove rimase per due stagioni che furono per lui molto prolifiche, con 10 e 8 reti rispettivamente. Tornato al Vicenza nel 1961, giocò da titolare fino ai 30 anni vivendo i momenti d'oro del Lanerossi. Gli ultimi campionati scese in campo poco, pur dando il suo contributo alla salvezza del 1967, l'ultimo suo anno da calciatore.
Con oltre 200 presenze e più di 40 reti è uno dei giocatori più importanti di tutta la storia del Vicenza.

## Dopo il ritiro
Forte della sua laurea in giurisprudenza e della sua professione di avvocato, fondò il 3 luglio 1968 l'Associazione Italiana Calciatori, di cui è stato presidente fino al 28 aprile 2011, data in cui ha lasciato il posto a Damiano Tommasi.
Nel corso degli anni hanno aderito all'associazione molti dei giocatori celebri che hanno solcato gli stadi italiani, per difendere, più che i propri interessi, quelli degli atleti meno noti e delle serie inferiori, che altrimenti non avrebbero avuto voce in capitolo presso gli organi della Federazione.

## Palmarès

### Competizioni nazionali
- Campionato italiano di Serie B: 1

L.R. Vicenza: 1954-1955

### Competizioni internazionali
- Coppa Mitropa: 1

Bologna: 1961